# Gdy zapłaczą cykady
Poniżej znajduje się lista serii mang zebranych pod wspólnym tytułem Gdy zapłaczą cykady (jap. ひぐらしのなく頃に Higurashi no naku koro ni). Łącznie powstało 38 tomów, podzielonych na 14 oddzielnych mini-serii, których fabuła jest podzielona identycznie jak materiał wyjściowy. Autorem scenariusza do wszystkich tomów był Ryukishi07, a ilustracje wykonało kilku różnych artystów, pracujących niezależnie od siebie nad innymi Księgami. 
Pierwsza mini-seria, która jest adaptacją Księgi uprowadzenia przez demony (jap. 鬼隠し編 Onikakushi-hen), została zilustrowana przez Karin Suzuragi i była publikowana na łamach magazynu „Gangan Powered”. Suzuragi zilustrowała także Księgę pokuty (jap. 罪滅し編 Tsumihoroboshi-hen) opublikowaną w „Gangan Powered” od sierpnia 2006 do czerwca 2008 roku, a także Księgę uroczystej pieśni (jap. 祭囃し編 Matsuribayashi-hen), którą publikowano w tym samym magazynie od sierpnia 2008 do lutego 2009 roku, po czym przeniesiono serię do czasopisma „Gangan Joker”, gdzie pojawiły się pozostałe rozdziały. Suzuragi narysowała później także księgę Saikoroshi-hen (jap. 賽殺し編), publikowaną w 2011 roku w czasopiśmie „Gangan Joker”. 
Yutori Hōjō zilustrował Księgę dryfującej bawełny (jap. 綿流し編 Watanagashi-hen) oraz Księgę uświadomienia (jap. 目明し編 Meakashi-hen) wydawane w czasopiśmie „Gekkan Gangan Wing” pomiędzy kolejno czerwcem 2005 i majem 2006 oraz między sierpniem 2006 i kwietniem 2008. Jirō Suzuki zilustrował Księgę morderczej klątwy (jap. 祟殺し編 Tatarigoroshi-hen), która była wydawana w czasopiśmie „GFantasy” pomiędzy czerwcem 2005 i czerwcem 2006 roku. Yoshiki Tonogai był autorem ilustracji do księgi Księga marnowania czasu (jap. 暇潰し編 Himatsubushi-hen), która była wydawana w czasopiśmie „Gekkan Shōnen Gangan” w 2006 roku. Hanase Momoyama zilustrował Księgę wielkiej rzezi (jap. 皆殺し編 Minagoroshi-hen), która była wydawana w czasopiśmie „GFantasy” pomiędzy lipcem 2008 a lipcem 2010 roku, a Rechi Kazuki zilustrował Hirukowashi-hen (jap. 昼壊し編), która była wydawana w czasopiśmie „Gangan Online” pomiędzy 26 marca, a 24 września 2009 roku.
Ponadto, w ramach tej serii wydawniczej powstały także cztery księgi prezentujące nowy zestaw bohaterów. Pierwsza z nich, nazwana Księga manifestacji demona (jap. 鬼曝し編 Onisarashi-hen), została narysowana przez En Kitō i wydana na łamach czasopisma „Comp Ace”, czasopiśmie należącym do Kadokawa Shoten. Kolejna, zatytułowana Księga upływającej nocy (jap. 宵越し編 Yoigoshi-hen), została zilustrowana przez Mimori i opublikowana na łamach magazynu „GFantasy” od lipca 2006 do sierpnia 2007. Trzecia z kolei, zatytułowana Księga rozpadu świadomości (jap. 現壊し編 Utsutsukowashi-hen), również została zilustrowana przez Kitō i pojawiała się w „Comp Ace”. Ostatnia z nich, Księga ukojenia duszy (jap. 心癒し編 Kokoroiyashi-hen), została narysowana przez Yunę Kagesaki i także pojawiła się w „Comp Ace”.
Ukazała się także adaptacja historii, która była pierwszym szkicem cyklu gier Higurashi no naku koro ni zatytułowana Hinamizawa teiryūjo (jap. 雛見沢停留所); ilustracje wykonał Tomozo.
W Polsce ta seria wydawnicza została zlicencjonowana przez wydawnictwo Waneko.

## Lista tomów serii pytań

### Księga uprowadzenia przez demony(jap.鬼隠し編Onikakushi-hen)
Manga została zilustrowana przez Karin Suzuragi i była publikowana na łamach magazynu „Gangan Powered”. Kolejne rozdziały ukazywały się od wiosennego numeru czasopisma wydanego 24 marca 2005 roku do wiosennego numeru czasopisma wydanego 24 marca 2006.
W Polsce oba tomy zostały wydane w jednym tomie i w powiększonym formacie.
| Nr | Język japoński  | Język japoński          | Język polski     | Język polski           |
| Nr | Data wydania    | ISBN                    | Data wydania     | ISBN                   |
| -- | --------------- | ----------------------- | ---------------- | ---------------------- |
| 1  | 22 grudnia 2005 | ISBN 978-4-7-5751-590-1 | 6 listopada 2015 | ISBN 978-83-65229-18-2 |
| 2  | 22 czerwca 2006 | ISBN 978-4-7575-1704-2  | 6 listopada 2015 | ISBN 978-83-65229-18-2 |

### Księga dryfującej bawełny(jap.綿流し編Watanagashi-hen)
W Polsce oba tomy zostały wydane w jednym tomie i w powiększonym formacie.
| Nr    | Język japoński  | Język japoński         | Język polski     | Język polski           |
| Nr    | Data wydania    | ISBN                   | Data wydania     | ISBN                   |
| ----- | --------------- | ---------------------- | ---------------- | ---------------------- |
| 1 (3) | 22 grudnia 2005 | ISBN 978-4-7575-1591-8 | 29 stycznia 2016 | ISBN 978-83-65229-19-9 |
| 2 (4) | 22 czerwca 2006 | ISBN 978-4-7575-1710-3 | 29 stycznia 2016 | ISBN 978-83-65229-19-9 |

### Księga morderczej klątwy(jap.祟殺し編Tatarigoroshi-hen)
W Polsce oba tomy zostały wydane w jednym tomie i w powiększonym formacie.
| Nr    | Język japoński  | Język japoński         | Język polski     | Język polski           |
| Nr    | Data wydania    | ISBN                   | Data wydania     | ISBN                   |
| ----- | --------------- | ---------------------- | ---------------- | ---------------------- |
| 1 (5) | 22 grudnia 2005 | ISBN 978-4-7575-1592-5 | 29 kwietnia 2016 | ISBN 978-83-65229-20-5 |
| 2 (6) | 22 czerwca 2006 | ISBN 978-4-7575-1712-7 | 29 kwietnia 2016 | ISBN 978-83-65229-20-5 |

### Księga marnowania czasu(jap.暇潰し編Himatsubushi-hen)
Księga marnowania czasu (jap. 暇潰し編 Himatsubushi-hen) została zilustrowana przez Yoshiki Tonogaia. Kolejne rozdziały ukazywały się w czasopiśmie „Gekkan Shōnen Gangan” od lutowego numeru, wydanego 12 stycznia 2006 do listopadowego numeru, wydanego 12 października 2006 roku.
| Nr    | Język japoński   | Język japoński         | Język polski  | Język polski           |
| Nr    | Data wydania     | ISBN                   | Data wydania  | ISBN                   |
| ----- | ---------------- | ---------------------- | ------------- | ---------------------- |
| 1 (7) | 22 sierpnia 2006 | ISBN 978-4-7575-1741-7 | 29 lipca 2016 | ISBN 978-83-65229-21-2 |
| 2 (8) | 22 grudnia 2006  | ISBN 978-4-7575-1825-4 | 29 lipca 2016 | ISBN 978-83-65229-21-2 |

## Lista tomów serii odpowiedzi

### Księga uświadomienia(jap.目明し編Meakashi-hen)
Kolejne rozdziały publikowane były w czasopiśmie „Gangan Wing”.
| Nr     | Język japoński   | Język japoński         | Język polski         | Język polski           |
| Nr     | Data wydania     | ISBN                   | Data wydania         | ISBN                   |
| ------ | ---------------- | ---------------------- | -------------------- | ---------------------- |
| 1 (11) | 27 stycznia 2007 | ISBN 978-4-7575-1928-2 | 30 października 2016 | ISBN 978-83-65229-22-9 |
| 2 (12) | 27 lipca 2007    | ISBN 978-4-7575-2059-2 | 30 października 2016 | ISBN 978-83-65229-22-9 |
| 3 (13) | 22 grudnia 2007  | ISBN 978-4-7575-2189-6 | 31 stycznia 2017     | ISBN 978-83-65229-23-6 |
| 4 (14) | 21 czerwca 2008  | ISBN 978-4-7575-2308-1 | 31 stycznia 2017     | ISBN 978-83-65229-23-6 |

### Księga pokuty(jap.罪滅し編Tsumihoroboshi-hen)
Kolejne rozdziały publikowane były w czasopiśmie „Gangan Powered”.
| Nr     | Język japoński  | Język japoński         | Język polski     | Język polski           |
| Nr     | Data wydania    | ISBN                   | Data wydania     | ISBN                   |
| ------ | --------------- | ---------------------- | ---------------- | ---------------------- |
| 1 (15) | 22 grudnia 2006 | ISBN 978-4-7575-1826-1 | 30 kwietnia 2017 | ISBN 978-83-65229-24-3 |
| 2 (16) | 22 czerwca 2007 | ISBN 978-4-7575-2027-1 | 30 kwietnia 2017 | ISBN 978-83-65229-24-3 |
| 3 (17) | 22 grudnia 2007 | ISBN 978-4-7575-2178-0 | 31 lipca 2017    | ISBN 978-83-65229-25-0 |
| 4 (18) | 21 czerwca 2008 | ISBN 978-4-7575-2307-4 | 31 lipca 2017    | ISBN 978-83-65229-25-0 |

### Księga wielkiej rzezi(jap.皆殺し編Minagoroshi-hen)
| Nr     | Język japoński   | Język japoński         | Język polski         | Język polski           |
| Nr     | Data wydania     | ISBN                   | Data wydania         | ISBN                   |
| ------ | ---------------- | ---------------------- | -------------------- | ---------------------- |
| 1 (19) | 22 grudnia 2008  | ISBN 978-4-7575-2450-7 | 30 października 2017 | ISBN 978-83-65229-26-7 |
| 2 (20) | 22 czerwca 2009  | ISBN 978-4-7575-2588-7 | 30 października 2017 | ISBN 978-83-65229-26-7 |
| 3 (21) | 27 sierpnia 2009 | ISBN 978-4-7575-2662-4 | 31 stycznia 2018     | ISBN 978-83-65229-27-4 |
| 4 (22) | 26 grudnia 2009  | ISBN 978-4-7575-2762-1 | 31 stycznia 2018     | ISBN 978-83-65229-27-4 |
| 5 (23) | 22 kwietnia 2010 | ISBN 978-4-7575-2853-6 | 30 kwietnia 2018     | ISBN 978-83-65229-28-1 |
| 6 (24) | 21 sierpnia 2010 | ISBN 978-4-7575-2971-7 | 30 kwietnia 2018     | ISBN 978-83-65229-28-1 |

### Księga uroczystej pieśni(jap.祭囃し編Matsuribayashi-hen)
Ilustracje do Księgi wykonała Karin Suzuragi, a kolejne rozdziały ukazywały się w czasopiśmie „Gangan Powered” wydawnictwa Square Enix aż do 21 lutego 2009 roku, gdy zostało ogłoszone zaprzestanie publikacji czasopisma; wydawanie mangi zostało w związku z tym przeniesione do „Gangan Joker”, nowo utworzonego czasopisma tego samego wydawnictwa. Kolejny rozdział ukazał się 22 kwietnia 2009 w pierwszym numerze nowego czasopisma jako specjalny dodatek. Ostatni rozdział ukazał się w majowym numerze w 2011 roku, wydanym 22 kwietnia.
| Nr     | Język japoński   | Język japoński         | Język polski         | Język polski           |
| Nr     | Data wydania     | ISBN                   | Data wydania         | ISBN                   |
| ------ | ---------------- | ---------------------- | -------------------- | ---------------------- |
| 1 (25) | 22 grudnia 2008  | ISBN 978-4-7575-2446-0 | 31 lipca 2018        | ISBN 978-83-65229-29-8 |
| 2 (26) | 22 czerwca 2009  | ISBN 978-4-7575-2587-0 | 31 lipca 2018        | ISBN 978-83-65229-29-8 |
| 3 (27) | 22 grudnia 2009  | ISBN 978-4-7575-2751-5 | 30 października 2018 | ISBN 978-83-65229-30-4 |
| 4 (28) | 21 sierpnia 2010 | ISBN 978-4-7575-2972-4 | 30 października 2018 | ISBN 978-83-65229-30-4 |
| 5 (29) | 21 sierpnia 2010 | ISBN 978-4-7575-2973-1 | 30 stycznia 2019     | ISBN 978-83-65229-31-1 |
| 6 (30) | 22 grudnia 2010  | ISBN 978-4-7575-3098-0 | 30 stycznia 2019     | ISBN 978-83-65229-31-1 |
| 7 (31) | 22 kwietnia 2011 | ISBN 978-4-7575-3204-5 | 30 kwietnia 2019     | ISBN 978-83-65229-32-8 |
| 8 (32) | 22 sierpnia 2011 | ISBN 978-4-7575-3335-6 | 30 kwietnia 2019     | ISBN 978-83-65229-32-8 |

## Lista tomów serii niepowiązanych

### Hirukowashi-hen(jap.昼壊し編)
Rysunki wykonał Rechi Kazuki. Kolejne rozdziały ukazywały się w czasopiśmie „Gangan Online”; ostatni rozdział ukazał się 24 września 2009 roku.
| Nr | Język japoński  | Język japoński         | Język polski | Język polski |
| Nr | Data wydania    | ISBN                   | Data wydania | ISBN         |
| --- | --------------- | ---------------------- | ------------ | ------------ |
| 1 (38) | 22 grudnia 2009 | ISBN 978-4-7575-2746-1 | —            |              |
| Lista rozdziałów Opracowano na podstawie źródła - 1. Hyōhen (jap. 豹変) - 2. Yappari kīpāson (jap. やっぱりキーパーソン) - 3. Mō Rena ni wa Tomitake-san shika inai no (jap. もうレナには富竹さんしかいないの) - 4. Hatsudō!! Koyū kekkai (jap. 発動!! 固有結界) - 5. Sonotoki Keiichi ni denryū hashiru! (jap. その時圭一に電流走る──！) - 6. Rena no egao (jap. レナの笑顔) - 7. Suteki na takaramono (jap. 素敵な宝物) |                 |                        |              |              |

### Saikoroshi-hen(jap.賽殺し編)
Fabuła należy do części Rei. Autorką ilustracji jest Karin Suzuragi. Kolejne rozdziały ukazywały się w czasopiśmie „Gangan Joker”; pierwszy ukazał się w lipcowym numerze w 2011 roku wydanym 22 czerwca, a ostatni rozdział ukazał się w grudniowym numerze w 2011 roku, wydanym 22 listopada.
| Nr     | Język japoński  | Język japoński         | Język polski | Język polski |
| Nr     | Data wydania    | ISBN                   | Data wydania | ISBN         |
| ------ | --------------- | ---------------------- | ------------ | ------------ |
| 1 (33) | 22 grudnia 2011 | ISBN 978-4-7575-3451-3 | —            |              |

## Lista tomów serii dodatkowych

### Księga manifestacji demona(jap.鬼曝し編Onisarashi-hen)
Manga ta została narysowana przez En Kitō na podstawie scenariusza Ryukishi07. Kolejne rozdziały tej mangi ukazywały się w czasopiśmie „Gekkan Comp Ace” wydawnictwa Kadokawa Shoten od 26 marca 2005 do 26 września 2006 roku.
| Nr     | Język japoński   | Język japoński     | Język polski    | Język polski           |
| Nr     | Data wydania     | ISBN               | Data wydania    | ISBN                   |
| ------ | ---------------- | ------------------ | --------------- | ---------------------- |
| 1 (34) | 5 kwietnia 2006  | ISBN 4-04-713815-0 | 2 stycznia 2020 | ISBN 978-83-8096-650-5 |
| 2 (35) | 21 września 2006 | ISBN 4-04-713862-2 | 2 stycznia 2020 | ISBN 978-83-8096-650-5 |

### Księga upływającej nocy(jap.宵越し編Yoigoshi-hen)
Kolejne rozdziały publikowane były w czasopiśmie „G Fantasy”.
| Nr     | Język japoński   | Język japoński         | Język polski     | Język polski           |
| Nr     | Data wydania     | ISBN                   | Data wydania     | ISBN                   |
| ------ | ---------------- | ---------------------- | ---------------- | ---------------------- |
| 1 (9)  | 27 stycznia 2007 | ISBN 978-4-7575-1931-2 | 30 września 2019 | ISBN 978-83-8096-650-5 |
| 2 (10) | 27 sierpnia 2007 | ISBN 978-4-7575-2094-3 | 30 września 2019 | ISBN 978-83-8096-650-5 |

### Księga rozbicia świadomości(jap.現壊し編Utsutsukowashi-hen)
Manga ta została narysowana przez En Kitō na podstawie scenariusza Ryukishi07. Pierwszy rozdział tej mangi ukazywały się w czasopiśmie „Gekkan Comp Ace” wydawnictwa Kadokawa Shoten od 26 lutego 2007 roku. Ostatni rozdział ukazał się 26 czerwca 2007 w sierpniowym numerze tego samego magazynu.
| Nr     | Język japoński  | Język japoński         | Język polski   | Język polski           |
| Nr     | Data wydania    | ISBN                   | Data wydania   | ISBN                   |
| ------ | --------------- | ---------------------- | -------------- | ---------------------- |
| 1 (36) | 20 grudnia 2007 | ISBN 978-4-04-713996-1 | 28 lutego 2020 | ISBN 978-83-8096-651-2 |

### Księga ukojenia duszy(jap.心癒し編Kokoroiyashi-hen)
Kolejne rozdziały tej mangi ukazywały się w czasopiśmie „Gekkan Comp Ace” wydawnictwa Kadokawa Shoten od 26 sierpnia 2008 roku. Rysunki do serii wykonała Yuna Kagesaki na podstawie scenariusza Ryukishi07/07th Expansion. Ostatni rozdział ukazał się w tym magazynie 26 lutego 2009.
| Nr     | Język japoński | Język japoński         | Język polski    | Język polski           |
| Nr     | Data wydania   | ISBN                   | Data wydania    | ISBN                   |
| ------ | -------------- | ---------------------- | --------------- | ---------------------- |
| 1 (37) | 21 marca 2009  | ISBN 978-4-04-715215-1 | 24 czerwca 2019 | ISBN 978-83-8096-649-9 |

### Hinamizawa teiryūjo ~Higurashi no naku koro ni genten~(jap.雛見沢停留所 ～ひぐらしのなく頃に原典～)
Hinamizawa teiryūjo ~Higurashi no naku koro ni genten~ (jap. 雛見沢停留所 ～ひぐらしのなく頃に原典～) stanowi adaptację historii, która była pierwszym szkicem cyklu gier Higurashi no naku koro ni zatytułowana Hinamizawa teiryūjo (jap. 雛見沢停留所). Pierwszy rozdział ukazał się 25 października 2011 roku, w pierwszym numerze nowo-powstałego czasopisma Big Gangan wydawnictwa Square Enix. Ilustracje wykonał Tomozo.
| Nr | Język japoński  | Język japoński         | Język polski | Język polski |
| Nr | Data wydania    | ISBN                   | Data wydania | ISBN         |
| -- | --------------- | ---------------------- | ------------ | ------------ |
| 1  | 22 grudnia 2012 | ISBN 978-4-7575-3831-3 | —            |              |

## Crossover
Wydano także mangę będącą crossoverem postaci z Higurashi z tymi z serii Umineko no naku koro ni, którego rysunki wykonał Yuki Hiiro. Seria ta została zatytułowana Umineko no naku koro ni EpisodeX Rokkenjima of Higurashi crying (jap. うみねこのなく頃に（１） ＥｐｉｓｏｄｅＸ　ＲＯＫＫＥＮＪＩＭＡ　ｏｆ　Ｈｉｇｕｒａｓｈｉ　ｃｒｙｉｎｇ), a kolejne rozdziały ukazywały się w czasopiśmie „Dengeki G's Festival! Comic” wydawnictwa ASCII Media Works od 26 stycznia 2009 do 23 lutego 2011.
Rozdziały później skompilowane zostały w dwóch tomikach.
| Nr | Data wydania (język japoński) | ISBN (język japoński)  |
| -- | ----------------------------- | ---------------------- |
| 1  | 26 lutego 2010                | ISBN 978-4-04-868447-7 |
| 2  | 27 kwietnia 2011              | ISBN 978-4-04-870497-7 |

## Sequele

### Higurashi no naku koro ni gō
Na podstawie drugiej adaptacji anime powstała również seria zatytułowana Higurashi no naku koro ni gō (jap. ひぐらしのなく頃に 業), której autorem jest Tomato Akase. Pierwszy rozdział tej mangi ukazał się 2 października 2020 roku w czasopiśmie internetowym „Young Ace Up” wydawnictwa Kadokawa. Ostatni rozdział mangi ukazał się 24 września 2021.
| Nr | Data wydania (język japoński) | ISBN (język japoński)  |
| -- | ----------------------------- | ---------------------- |
| 1  | 4 listopada 2020              | ISBN 978-4-04-109899-8 |
| 2  | 4 lutego 2021                 | ISBN 978-4-04-109921-6 |
| 3  | 2 lipca 2021                  | ISBN 978-4-04-111463-6 |
| 4  | 2 listopada 2021              | ISBN 978-4-04-111464-3 |

### Higurashi no naku koro ni meguri
Druga seria mangi została zatytułowana Higurashi no naku koro ni meguri (jap. ひぐらしのなく頃に 巡). Jej autorem również jest Tomato Akase, a kolejne rozdziały ukazują się od 10 października 2021 w „Young Ace Up”.
| Nr | Data wydania (język japoński) | ISBN (język japoński)  |
| -- | ----------------------------- | ---------------------- |
| 1  | 4 kwietnia 2022               | ISBN 978-4-04-112271-6 |
| 2  | 4 października 2022           | ISBN 978-4-04-112711-7 |
| 3  | 3 marca 2023                  | ISBN 978-4-04-113360-6 |